# Bãi biển Haeundae

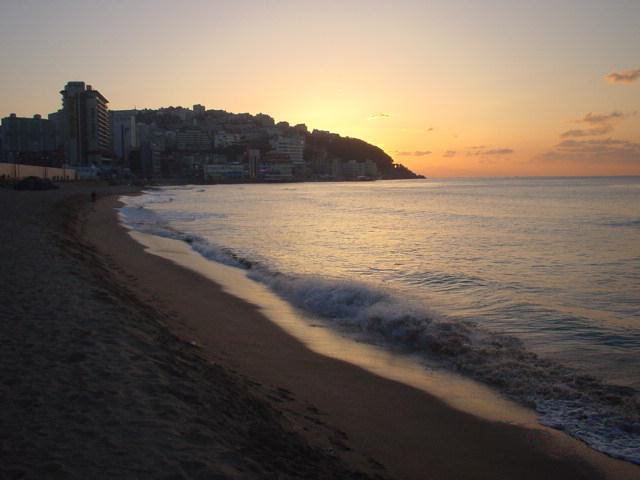
Bãi biển Haeundae lúc hoàng hôn

Haeundae là một bãi biển thuộc quận Haeundae, thành phố Busan, Hàn Quốc. Với 12 km chiều dài, Haeundae là một trong những bãi biển được yêu thích và nổi tiếng nhất tại nơi đây.
Vào những dịp cuối tuần và đặc biệt là mùa hè, hàng ngàn người kéo đến Haeundae. Phần lớn du khách tới từ Seoul, Daejeon và Daegu. Bên cạnh đó, đa phần kiều dân nước ngoài tại Busan sống tập trung xung quanh khu vực bãi biển này.
Cùng với núi Geumjeongsan, bãi biển Haeundae là một trong những địa điểm du lịch được yêu thích nhất của thành phố Busan. Đây là nơi người dân tụ tập vào ngày 1 tháng 1 hàng năm để đón xem lần mặt trời mọc đầu tiên của năm mới. Tại World Cup 2006, khoảng 50.000 người đã tụ tập tại bãi biển Haeundae để xem trận đấu giữa đội tuyển Hàn Quốc và Togo qua màn hình lớn.